# Municipio de Hillsborough (Carolina del Norte)
El municipio de Hillsborough (en inglés: Hillsborough Township) es un municipio ubicado en el  condado de Orange en el estado estadounidense de Carolina del Norte. En el año 2000 tenía una población de 11.639 habitantes.

## Geografía
El municipio de Hillsborough se encuentra ubicado en las coordenadas 36°5′20.92″N 79°5′53.47″O / 36.0891444, -79.0981861.